# Poix-de-Picardie
Poix-de-Picardie ist eine französische Gemeinde mit 2293 Einwohnern (Stand 1. Januar 2022) im Département Somme in der Region Hauts-de-France. Sie gehört zum Arrondissement Amiens, ist Hauptort des Kantons Poix-de-Picardie und Teil der Communauté de communes Somme Sud-Ouest.

## Geographie
Die Gemeinde liegt am Nordarm der Évoissons (auch als Rivière de Poix bekannt) und an der Bahnstrecke Amiens – Rouen, an der sie einen Bahnhof besitzt.
Zu Poix gehört eine Exklave am Südarm der Évoissons und an der Départementsgrenze zum Département Oise, die von Lahaye-Saint-Romain und Frocourt gebildet wird.

## Einwohner
| 1962 | 1968 | 1975 | 1982 | 1990 | 1999 | 2006 | 2011 |
| ---- | ---- | ---- | ---- | ---- | ---- | ---- | ---- |
| 1470 | 1775 | 2172 | 2267 | 2191 | 2285 | 2335 | 2397 |

## Sehenswürdigkeiten
- Kirche der Priorei Saint-Denis, 16. Jahrhundert (Flamboyantstil), teilweise 12. Jahrhundert; es handelt sich dabei um die ehemalige Schlosskapelle, die zur Pfarrkirche wurde

## Flugplatz Poix-de-Picardie
Nordwestlich des Ortes, beidseits der heutigen Autobahn  befand sich früher ein Flugplatz. Das damalige Aèrodrome de Poix-en-Picardie oder auch Poix-Croixrault, entstand Anfang der 1920er Jahre als Ausweichflugplatz mit Hangar, Wetterbüro und einer 600 m langen Landefläche, dass gelegentlich für Flugsportveranstaltungen genutzt wurde.
Nach Ausbruch des Zweiten Weltkrieges konfiszierten die französischen Luftstreitkräfte das Areal und nutzten es anfangs für kurze Zeit als Basis der Amiot-143-Bombern im Dienst der Groupe de Bombardement II/34.
Die Armée de l'Air gab den Flugplatz Anfang November an die britische Royal Air Force ab, die hier ihr mit Bristol Blenheim Mk. IV ausgerüstetes 52. Geschwader mit den 53. und 59. Squadrons stationierte. Hinzu kam im April auch noch die 615. Squadron mit ihren Gloster Gladiator.
Die Briten evakuierten den Platz Mitte Mai 1940 und nach der Besetzung Frankreichs durch die deutsche Wehrmacht übernahm die Luftwaffe das Areal. Das kleine 30 ha große Aèrodrome wurde im weiteren Kriegsverlauf auf eine Fläche von 260 ha mit zwei 1500 m langen befestigten Beton Start- und Landebahnen mit umfangreichen verteilten Parkpositionen erweitert. Der Flugplatz Poix–Nord, so der Name in der Luftwaffe, war ein wichtiger Bomber und Jagdstützpunkt.
Erste Nutzer waren in kurzer Folge mehrere Messerschmitt Bf 109E Verbände. Mitte Juni 1940 lagen hier sowohl Stab und I. Gruppe des Jagdgeschwaders 54 (S. und I./JG 54) als auch Stab und I. Gruppe des Jagdgeschwaders 21 (S. und I./JG 21) jeweils für einige Tage und anschließend bis Mitte Juli die III. Gruppe des Jagdgeschwaders 3 (III./JG 3).
Während der folgenden Luftschlacht um England wurde Poix ein Heinkel He 111H-Stützpunkt. Die III. Gruppe des Kampfgeschwaders 26 (III./KG 26) war hier von Mitte August 1940 (andere Quellen ab September) bis Mitte Februar 1941 stationiert, als sie durch die II. Gruppe des Kampfgeschwaders 100 (II./KG 100) ersetzt wurde, die bis in die zweite Aprilhälfte 1941 von Poix aus operierte.
Nach einer Phase ohne dauerhaft stationierter fliegender Verbände traf Anfang September 1942 die 11. Höhenstaffel des Jagdgeschwaders 2 (11.(Höh.)/JG2) mit ihren Bf 109G in Poix ein, die bis hier bis Anfang November blieb. Später, Mitte März 1943, traf mit der II. Gruppe des Jagdgeschwaders 2 (II./JG 2) erstmals ein Focke-Wulf Fw 190A-Verband ein, der jedoch hier auf die Bf 109G umrüstete und die Basis bis August 1943 nutzte. In dieser Zeit war hier von Mitte April bis in den Juni mit der I. Gruppe des Jagdgeschwaders 27 (I./JG 27) eine zweite Bf 109G Einheit stationiert. Im Juni lagen hier dann für zwei Wochen auch noch die Fw 190A der I. Gruppe des Jagdgeschwaders 26 (I./JG 26). Die letzten hier stationierten deutschen Flugzeuge waren schließlich im Juni 1944 nach Beginn der alliierten Invasion in der Normandie die Fw 190A des Stabs des JG 26.
Die Gegend wurde zum Monatswechsel August/September 1944 von den alliierten Truppen befreit und nach kurzer Instandsetzung der südlichen Piste als Advanced Landing Ground ALG B-44, so seine alliierte Bezeichnung zunächst für wenige Tage eine Basis eines aus vier Staffeln Supermarine Spitfire Mk.IX bestehenden Geschwaders der kanadischen RCAF. Später, von Februar bis Oktober 1945, wurde B.44 eine Basis der Transportflieger der 314th Troop Carrier Group der Ninth Air Force der United States Army Air Forces (USAAF). Hier starteten im März auch Lastensegler-Gespanne im Rahmen der Operation zur Rheinquerung bei Wesel.
Nachdem die US-Transportflieger Poix Richtung Villacoublay verlassen hatten, blieb das Flugplatzareal bis Anfang der 1960er verwaist. Danach wurden Teile der Anlage abgebrochen, wobei Überreste noch heute beiderseits der später gebauten Autobahn A29 erhalten sind.

## Persönlichkeiten
- François de Créquy (* 1629 in Poix-de-Picardie; † 1687 in Paris), Heerführer, Marschall von Frankreich